# Jean-Baptiste Greuze
Jean-Baptiste Greuze (født 21. august 1725, Tournus, død 4. marts 1805, Paris) var en fransk maler, kendt for sine portrætter og genremalerier.